# Eric Kiptanui
Eric Kiptanui (* 19. April 1990) ist ein kenianischer Langstreckenläufer, der sich auf Straßenläufe spezialisiert hat.
Zunächst startete er als Mittelstreckenläufer über 1500 m und kam über diese Distanz bei den Leichtathletik-Afrikameisterschaften 2016 in Durban auf den siebten Platz.
Bei seinem ersten internationalen Wettkampf auf der Straße siegte er 2017 bei der San Silvestre Vallecana.
2018 siegte Kiptanui beim Lissabon-Halbmarathon in 1:00:05 h. Beim Berliner Halbmarathon stellte er mit 58:42 min einen Streckenrekord auf. Diese Zeit war zu dem Zeitpunkt die viertschnellste jemals in einem Halbmarathon gelaufenen Zeit und lag nur 19 Sekunden hinter dem Weltrekord von Zersenay Tadese.

## Persönliche Bestzeiten
- 1500 m: 3:37,73 min, 28. Mai 2016, Nairobi
- Halbmarathon: 58:42 min, 8. April 2018, Berlin
- Marathon: 2:06:17 h, 24. Januar 2020, Dubai